# Lappselet
Lappselet är en sjö i Luleå kommun i Norrbotten och ingår i Vitåns huvudavrinningsområde. Sjön har en area på 0,266 kvadratkilometer och ligger 137 meter över havet. Sjön avvattnas av vattendraget Vitån.

## Delavrinningsområde
Lappselet ingår i det delavrinningsområde (735700-178609) som SMHI kallar för Inloppet i Kvarnselet. Medelhöjden är 179 meter över havet och ytan är 32,26 kvadratkilometer. Räknas de 9 avrinningsområdena uppströms in blir den ackumulerade arean 219,17 kvadratkilometer. Avrinningsområdets utflöde Vitån mynnar i havet. Avrinningsområdet består mestadels av skog (78 procent) och sankmarker (13 procent). Avrinningsområdet har 0,53 kvadratkilometer vattenytor vilket ger det en sjöprocent på 1,7 procent.